# Wacław Micewski
Wacław Kazimierz Micewski (ur. 5 maja 1959 w Drawsku Pomorskim) – polski samorządowiec, w latach 1998–2016 wójt gminy Ostrowice, a w latach 1990–1995 burmistrz Drawska Pomorskiego.
Za jego kadencji zlikwidowano gminę Ostrowice z powodu zadłużenia. Był to pierwszy taki przypadek w Polsce.

## Życiorys
Uzyskał wyższe wykształcenie. W 1990 roku został wybrany pierwszym burmistrzem Drawska Pomorskiego. Utrzymał stanowisko po wyborach samorządowych w 1994 roku. W marcu 1995 roku na stanowisku burmistrza zastąpił go Zbigniew Jakomulski.

### Wójt Ostrowic
W wyborach samorządowych w 1998 roku został wybrany wójtem Ostrowic. W wyborach samorządowych w 2002 roku został ponownie wybrany wójtem, wygrywając z Czesławem Wesołowskim w I turze wyborów. Otrzymał 885 głosów (76,69%). Kandydował wówczas z ramienia komitetu Łączy nas Drawa. W wyborach samorządowych w 2006 roku był jedynym kandydatem na urząd wójta. Uzyskał reelekcję otrzymując 806 głosów (79,10%). Dołączył następnie do Platformy Obywatelskiej RP. W wyborach w 2010 roku ponownie został wójtem. Był wówczas jedynym kandydatem. Otrzymał 591 głosów (66,55%).

#### Zadłużenie gminy
Na początku 2014 roku pojawiła się inicjatywa mieszkańców w sprawie odwołania wójta w związku ze stale rosnącym zadłużeniem, które w lutym tego samego roku wyniosło 32 miliony złotych. W wyborach samorządowych w tym samym roku ponownie został wójtem uzyskując reelekcję w pierwszej turze z wynikiem 545 głosów (50,42%). W maju 2015 roku wysokość łącznego zadłużenia gminy szacowano na poziomie ok. 36 mln zł, z czego blisko 28 mln pochodziło z kredytów zaciągniętych przez wójta w parabankach. W lipcu 2015 wojewoda Marek Tałasiewicz rozpoczął procedurę konsolidacji Ostrowic z Drawskiem Pomorskim. W grudniu tego samego roku Micewski wystosował pismo do Billa Gatesa z prośbą o spłacenie długów. W styczniu 2016 roku wojewoda zachodniopomorski Piotr Jania zawiadomił prokuraturę o możliwości popełnienia przestępstwa przez wójta w związku z zaciąganiem kredytów w parabankach. W lutym tego samego roku wójt zaproponował, by w ramach planu naprawczego dla gminy sadzić szybko rosnące drzewa, które miałyby przynieść zysk ratujący gminne finanse.
26 października 2016 roku Naczelny Sąd Administracyjny oficjalnie zawiesił organy gminy, a dwa dni później premier Beata Szydło wyznaczyła Marka Kukie na funkcję komisarza gminy. W kwietniu 2020 roku Sąd Okręgowy w Koszalinie skazał nieprawomocnym wyrokiem Micewskiego na karę 7 lat pozbawienia wolności za zadłużenie gminy na kwotę 52 milionów złotych. Został także objęty 10-letnim zakazem zajmowania stanowisk w administracji związanych z prowadzeniem spraw majątkowych. 8 grudnia 2023 roku Sąd Apelacyjny w Szczecinie prawomocnie złagodził wyroki do roku więzienia w zawieszeniu na 2 lata dla wójta i skarbniczki. W ocenie Sądu Apelacyjnego wójt i skarbniczka „zadłużali gminę po to, by mogła funkcjonować”.